# Fresno de la Vega
Fresno de la Vega é um município da Espanha na província de León, comunidade autónoma de Castela e Leão, de área  km² com população de 623 habitantes (2007) e densidade populacional de 42,57 hab/km².

## Demografia
| Variação demográfica do município entre 1991 e 2004 | Variação demográfica do município entre 1991 e 2004 | Variação demográfica do município entre 1991 e 2004 | Variação demográfica do município entre 1991 e 2004 |
| --------------------------------------------------- | --------------------------------------------------- | --------------------------------------------------- | --------------------------------------------------- |
| 1991                                                | 1996                                                | 2001                                                | 2004                                                |
| 793                                                 | 745                                                 | 682                                                 | 645                                                 |